# 鈴木ジュリエッタ
鈴木 ジュリエッタ（すずき ジュリエッタ、12月6日 - ）は、日本の漫画家。福岡県出身。血液型はB型。好きな動物は猫、コアラ、サメ。

## 来歴
2004年、「星になる日」にてデビュー。以降、『花とゆめ』（白泉社）とその派生誌にて執筆活動を展開。
2005年、『ザ花とゆめ』（同）にて「悪魔とドルチェ」の連載を開始。
2006年、『花とゆめ』にて「カラクリオデット」の連載を開始。同作品は第31回白泉社アテナ新人大賞デビュー優秀者賞を受賞した。
2008年、『花とゆめ』にて「神様はじめました」の連載を開始。
2012年9月24日、テレビ東京で放送した『イクシオン サーガ DT×神様はじめました 秋アニメ直前スペシャル!!』にコメントメッセージで出演。ただし顔出しNGの為、自画イラストキャラで顔を隠しての出演。同年10月から『神様はじめました』がテレビアニメ化。
2016年、『花とゆめ』にて「トリピタカ・トリニーク」の連載を開始。
2018年、『花とゆめ』にて「忍恋」の連載を開始。
2020年、『花とゆめ』3号にて「名探偵 耕子は憂鬱」の読み切りを掲載し、同年19号より連載開始。
2022年、『花とゆめ』23号にて「推しに甘噛み」の連載を開始。

## 作品リスト
発表年は掲載誌の号数に準拠。

### 連載
- 悪魔とドルチェ （『ザ花とゆめ』 2005年 - 2008年）  - 連載デビュー作、『ザ花とゆめ』2008年9/25号をもって休載。
- カラクリオデット （『花とゆめ』 2005年 - 2007年）
- 神様はじめました （『花とゆめ』 2008年 - 2016年[5]）
- トリピタカ・トリニーク（『花とゆめ』 2016年[6] - 2018年）
- 忍恋（『花とゆめ』 2018年[7] - 2020年[8]）
- 名探偵 耕子は憂鬱（『花とゆめ』 2020年[2] - 2022年[9]）
- 推しに甘噛み（『花とゆめ』2022年[4] - ）

### 読み切り
- 裏アンティーク（『ザ花とゆめ』2004年8/1号）
- 朝が来る（『花とゆめ』2004年16号） - 『星になる日』に収録。
- 星になる日（『花とゆめプラス』2004年9/15号） - デビュー作。『星になる日』に収録。
- マイプレシャス（『別冊花とゆめ』2004年11月号）
- 拝み屋裏台帳（『花とゆめ』2004年24号） - 『星になる日』に収録。
- マイブラッディライフ（『別冊花とゆめ』2005年1月号） - 『星になる日』に収録。
- 椿檻（『ザ花とゆめ』2005年2/1号） - 『星になる日』に収録。
- サクラチル（『ザ花とゆめ』2005年4/1号） - 『星になる日』に収録。
- 片恋★悪魔ちゃん （『花とゆめ』2007年14号）
- 名探偵 耕子は憂鬱 （『花とゆめ』2020年3号[2]）
- 推しに甘嚙み（『花とゆめ』2022年10・11合併号[10]）

### 書籍
- 『悪魔とドルチェ』、白泉社 〈花とゆめコミックス〉2007年 - 、既刊2巻（2007年11月現在）
- 『カラクリオデット』、白泉社 〈花とゆめコミックス〉2006年 - 2008年、全6巻
- 『神様はじめました』、白泉社 〈花とゆめコミックス〉2008年 - 2016年、全25巻
- 『星になる日』白泉社〈花とゆめコミックス〉、2012年1月20日発売[11]、ISBN 978-4-592-19283-1、初期短編集
- 『トリピタカ・トリニーク』、白泉社 〈花とゆめコミックス〉2017年 - 2018年、全4巻
  1. 2017年5月19日発売[12]、ISBN 978-4-592-21631-5
  2. 2017年8月18日発売[13]、ISBN 978-4-592-21632-2
  3. 2017年12月20日発売[14]、ISBN 978-4-592-21633-9
  4. 2018年3月20日発売[15]、ISBN 978-4-592-21634-6
- 『忍恋』、白泉社 〈花とゆめコミックス〉2019年 - 2020年、全5巻
  1. 2019年2月20日発売[16][17]、ISBN 978-4-592-21696-4
  2. 2019年6月20日発売[18][19]、ISBN 978-4-592-21697-1
  3. 2019年11月20日発売[20]、ISBN 978-4-592-21698-8
  4. 2020年3月18日発売[21]、ISBN 978-4-592-21699-5
  5. 2020年7月20日発売[22]、ISBN 978-4-592-22307-8
- 『名探偵 耕子は憂鬱』、白泉社 〈花とゆめコミックス〉2021年 - 2022年、全5巻
  1. 2021年2月19日発売[23][24]、ISBN 978-4-592-22371-9
  2. 2021年6月18日発売[25]、ISBN 978-4-592-22372-6
  3. 2021年10月20日発売[26]、ISBN 978-4-592-22373-3
  4. 2022年2月18日発売[27]、ISBN 978-4-592-22374-0
  5. 2022年10月20日発売[28]、ISBN 978-4-592-22375-7
- 『推しに甘噛み』、白泉社 〈花とゆめコミックス〉2023年 - 、既刊8巻（2025年7月18日現在）
  1. 2023年3月20日発売[29][30]、ISBN 978-4-592-22438-9
  2. 2023年7月20日発売[31]、ISBN 978-4-592-22439-6
  3. 2023年11月20日発売[32]、ISBN 978-4-592-22440-2
  4. 2024年3月19日発売[33]、ISBN 978-4-592-22478-5
  5. 2024年6月20日発売[34]、ISBN 978-4-592-22490-7
  6. 2024年10月18日発売[35]、ISBN 978-4-592-22505-8
  7. 2025年2月20日発売[36]、ISBN 978-4-592-22522-5
  8. 2025年7月18日発売[37]、ISBN 978-4-592-22539-3

## 受賞歴
- 白泉社第44回ビッグチャレンジ大賞準入選（2004年・受賞作「裏アンティーク」）
- 白泉社第338回花とゆめまんが家コース努力賞（2004年・受賞作「朝が来る」）
- 第31回白泉社アテナ新人大賞デビュー優秀者賞（2006年・受賞作「カラクリオデット」）